# Myriam Aziza
Myriam Aziza (Perpinyà, Rosselló, 29 de juliol de 1971) és una realitzadora i guionista nord-catalana.

## Biografia
Després d'estudiar durant un temps matemàtiques, Myriam Aziza es va integrar al departament de Realització de 
Après de brèves études de mathématiques, Myriam Aziza intègre le département Réalisation de la Femís en 1991. Hi va realitzar tres curtmetratges, Sauf le Vendredi, Méprises i Comme on respire, premiats a nombrosos festivals. Després de deixar l'escola es va consagrar a la realització de documentals. Així ha codirigit amb Sophie Bredier dos documentals sobre qüestions identitàries, Nos traces silencieuses en 1998, seleccionada al Festival de Berlín (Forum) i estrenada en sales el 2000, i Séparées en 2001 per Arte (programmation ACID à Cannes 2001).
Si bé segueix diferents projectes, com els dos curtmetratges Le Pourboire (2000) i L'âge de raison (2004) i el rodatge en 2007 d'un tercer documental, L'an prochain à Jérusalem seleccionat al festival de Locarno, Myriam Aziza s'ha consagrat, juntament amb la seva còmplice Sophie Bredier, a la realització del seu primer llargmetratge, la Robe du soir. Després que aquesta pel·lícula fos estrenada en sales el 2010. va realitzar el seu segon llargmetratge, Les Goûts et les Couleurs (To Each, her own) per Netflix (juny de 2018), que aborda a través del prisma de la comèdia temes ja discutits en les seves altres pel·lícules: identitat sexual, judaisme i família.

## Filmografia

### Llargmetratges
- 2010: La Robe du soir
- 2018: Les Goûts et les Couleurs

### Documentals
- 1998 : Nos Traces silencieuses
- 2001 : Séparées
- 2007: L'An prochain à Jérusalem

### Curtmetratges
- 1993: Sauf le vendredi
- 1994: Méprises
- 1995: Comme on respire
- 2000: Le Pourboire ou la pitié
- 2004: L'Âge de raison

## Premis
- 1998: Premi del jurat Documental per Nos traces silencieuses al Festival de Cinema de Belfort Entrevues
- 2000: Premi del Documental en primera persona per Nos traces silencieuses al Festival de San Francisco
- 2001: Premi Louis Marcorelles al Cinema de la realitat per Séparées
- 2004: Prix Fondation Beaumarchais al Festival Cinemed de Montpellier per L'Âge de raison
- 2007: Menció especial del Jurat al Festival de Cinema de Belfort Entrevues per L'An prochain à Jérusalem.
- 2010: Premi Especial del Jurat al Festival de Cinema de Dones de Salé (Marroc) per La Robe du soir / Premi de la primera pel·lícula, Qfest (Filadèlfia) per La Robe du soir.